# Bob Feerick
 Robert Joseph “Bob” Feerick  (* 2. Januar 1920 in San Francisco, Kalifornien; † 8. Juni 1976 in Oakland, Kalifornien) war ein US-amerikanischer Basketballspieler und -trainer.

## College und die Zeit danach
Nachdem Feerick die Lowell High School in seiner Heimatstadt San Francisco besucht hatte, ging er von 1937 bis 1941 auf die Santa Clara University und spielte für die Santa Clara Broncos, das Basketballteam des Instituts. Unter Coach George Barsi wurde er unter anderem auch zum All-American ernannt. Nach seinem Abschluss 1942 spielte er zunächst in der Amateur Athletic Union für ein Team aus Oakland und erreichte sogar das nationale Endspiel. 1943 trat er schließlich der Navy bei und diente im Zweiten Weltkrieg. Danach wurde er zur Norfolk Naval Training Station in Virginia verlegt und traf dort auf Coach Red Auerbach und Red Holzman. Zusammen mit Holzman spielte er im Team der Station und besiegte zweimal die Washington Bears, die 1943 das World Professional Basketball Tournament gewonnen hatten. Nach einer Bilanz von 35—1 in der Saison 1942/43 errang das Dienstbasketball-Team der Station 1943/44 mit Feerick 31 Siege bei zwei Niederlagen und 1944/45 26 Siege und acht Niederlagen. In Feericks erstem Jahr fielen zwei Schlüsselspieler durch Verletzungen aus, dennoch gewann das Team gegen die benachbarte Norfolk Naval Air Station, Bainbridge N.T.C., die  Villanova University und die Curtis Bay Coast Guard (Maryland) in Serie. Der Durchschnitt lag bei sensationellen 62 erzielten Punkten, ein undenkbarer Schnitt vor dem Krieg.
Seit dem 13. Januar 2007 wird Feericks Trikot mit der Nummer 5 bei den Broncos nicht mehr vergeben.

## Profikarriere
Nachdem er seinen Dienst bei der Marine abgeleistet hatte, begann er professionell Basketball zu spielen und schloss sich den Oshkosh All-Stars an. Bei den All-Stars spielte er eine Saison und erreichte mit ihnen die Play-offs der National Basketball League (NBL), in denen das Team 2—3 nach Siegen gegen die Sheboygan Red Skins verlor. Nach dieser einen Saison wurde er von Red Auerbach zu den Washington Capitols in die Basketball Association of America (BAA) geholt. Unter Auerbach als Trainer war das Team sehr erfolgreich und Feerick wurde in den Spielzeiten 1946/47 und 1947/48 in das All-BAA First Team gewählt. In der letzten Saison unter Auerbach erreichten die Capitols die BAA Finals und verloren die Best-of-Seven-Serie gegen die Minneapolis Lakers mit 2—4. Feerick wurde am Ende der Saison in das All-BAA Second Team gewählt und übernahm nach Auerbachs Weggang zu den Tri-Cities Blackhawks den Posten als Coach und war daher ab sofort Spielertrainer der Capitols. Nachdem er diesen Posten eine Saison lang bekleidet und immerhin die Play-offs erreicht hatte, gab er den Posten auf und kehrte zu seiner Alma Mater als Coach zurück.

## Trainerkarriere
1950 nahm er den Posten als Cheftrainer bei den Broncos an und sollte ihnen die nächsten zwölf Jahre treu bleiben. Mit den Broncos erreichte er in dieser Zeit viermal das NCAA-Turnier und 1952 sogar das Final Four. Während dieser Zeit wurde Ken Sears zum All-American ernannt und er selbst wurde dreimal zum West Coast Conference Coach of the Year gewählt. 1962 bekam er ein Angebot von den San Francisco Warriors, die gerade von Philadelphia aus dorthin umgezogen waren. Feerick nahm das Angebot als Nachfolger von Frank McGuire an. Er konnte die Warriors um Wilt Chamberlain nicht in die Play-offs führen und wurde nach nur einer Saison durch Alex Hannum ersetzt. Später war er noch als General Manager und Direktor des Spielerpersonals bei den Warriors tätig.